# Allan Forrest
Allan Forrest Fisher (Brooklyn, 1º settembre 1885 – Detroit, 25 luglio 1941) è stato un attore statunitense.

## Vita privata
Si sposò due volte: dal 1916 al 1918 con l'attrice Ann Little, e dal 1922 al 1928 con l'attrice Lottie Pickford.

## Filmografia parziale
- Melissa of the Hills, regia di James Kirkwood (1917)
- La regina della moda (The Dressmaker from Paris), regia di Paul Bern (1925)
- Pampered Youth, regia di David Smith (1925)
- Frontiera d'anime (The Great Divide), regia di Reginald Barker (1925)
- Two Can Play, regia di Nat Ross (1926)
- Quinta Strada (Fifth Avenue), regia di Robert G. Vignola (1926)
- Pandemonio (A Noise in Newboro), regia di Harry Beaumont (1923)